# José González Terrones
José González-Terrones (Lima, 15 de julio de 1654 - 1704) fue un abogado y catedrático criollo, que ejerció altos cargos en el Virreinato del Perú.

## Biografía
Hijo legítimo del capitán Diego González-Terrones y Ortega, originario de Jerez, y de la limeña Juan Godínez de Luna. Inició sus estudios en el Real Colegio de San Martín (1667), y los continuó en la Universidad de San Marcos, donde obtuvo el grado de Doctor en Leyes, recibiéndose de Abogado en la Real Audiencia de Lima.
Se desempeñó como asesor del Cabildo de Lima, siendo nombrado regidor perpetuo en 1692. Su carrera docente en la Universidad le permitieron acceder a las cátedras de Instituta (1695) y Código (1701), llegando incluso a ejercer brevemente el rectorado (1702). Durante su gestión, dio cumplimiento a la real cédula del 9 de abril de 1701 dada por el rey Felipe V, la cual establecía la cátedra de Prima de Sutil Escoto, a cargo de los frailes franciscanos.

## Matrimonio y descendencia
Contrajo matrimonio con la limeña Dionisia Francisca de Medinilla y Torres, con la que tuvo a:
- José Antonio González-Terrones y Medinilla, regidor perpetuo de Lima
- Carlos González-Terrones, también regidor perpetuo
- Diego González-Terrones

| Predecesor: Andrés Bernardo de Zamudio y de las Infantas | Rector de la Universidad de San Marcos 1702 | Sucesor: Bartolomé Romero González de Villalobos |